# Steve Von Bergen
Steve von Bergen (Neuchâtel, Suiza, 10 de junio de 1983) es un exfutbolista suizo. Jugaba de defensa central y su último equipo fue el Young Boys de Suiza. Fue internacional con la selección nacional de Suiza. Tras jugar por el FC Zürich por dos temporadas y consiguiendo la Superliga de Suiza en ambas campañas, fue transferido al Hertha de Berlín, donde estuvo tres años.

## Trayectoria
Von Bergen se inició en las divisiones menores del FC Hauterive, antes de unirse en 2000 por el equipo de su ciudad natal, el Neuchâtel Xamax FC. Con este equipo jugó cinco temporadas (126 partidos y 1 gol) El entonces técnico del FC Zúrich, Lucian Favre, descubrió al defensor y lo llevó al club. En su primera temporada, disputó 36 partidos y salió campeón de la Super Liga Suiza, tras varias años sin títulos de liga. La siguiente temporada también fue exitosa, pues ganaron la liga por segunda vez consecutiva. Lucien Favre fue llamado a entrenar al Hertha de Berlín en verano de 2007 y llevó consigo a von Bergen a la Bundesliga de Alemania. Steve debutó en la primera división de Alemania ante el Arminia Bielefeld. En la primera temporada, Hertha finalizoó en décimo lugar, pero clasificó a la UEFA Europa League vía fair-play. En 2009–10, von Bergen se estableció en el equipo titular del Hertha tras la salida de Josip Simunic.
Luego de que su contrato en Berlín expirara en junio de 2010, von Bergen aceptó formar las filas del recién promovido a la Serie A de Italia: Cesena. El club descendió; sin embargo von Bergen fue adquirido por el Genoa, club que lo vendió al Palermo.
En abril de 2019 hizo oficial su retirada una vez finalizara la temporada.

## Selección nacional
Hasta el 25 de junio de 2016, ha sido internacional con la selección nacional de fútbol de Suiza en 50 ocasiones. Su debut como internacional se produjo el 6 de septiembre de 2006 en un partido contra Costa Rica (2-0). Fue llamado a la escuadra preliminar con miras a la Eurocopa 2008. Sin embargo, debido a una lesión en la mano, von Bergen fue excluido de la nómina. Von Bergen también formó parte del combinado helvético que disputó la Copa Mundial de Fútbol de 2010. En el primer partido entre Suiza y España, Philippe Senderos se lesionó seriamente del tobillo al chocar accidentalmente con Stephan Lichtsteiner. En el minuto 36, von Bergen lo reemplazó y Suiza ganó 1-0. Fue su primera gran aparición en un torneo muy importante. Desde esa ocasión, disputó todo lo que quedó del Mundial.
El 13 de mayo de 2014 el entrenador de la selección de Suiza, Ottmar Hitzfeld, incluyó a Von Bergen en la lista oficial de 23 jugadores convocados para afrontar la Copa Mundial de Fútbol de 2014.

### Participaciones en Copas del Mundo
| Mundial                        | Sede      | Resultado        | Partidos | Goles |
| ------------------------------ | --------- | ---------------- | -------- | ----- |
| Copa Mundial de Fútbol de 2010 | Sudáfrica | Primera fase     | 3        | 0     |
| Copa Mundial de Fútbol de 2014 | Brasil    | Octavos de final | 2        | 0     |

## Clubes
| Club             | País     | Año       |
| ---------------- | -------- | --------- |
| Neuchâtel Xamax  | Suiza    | 2000-2005 |
| FC Zürich        | Suiza    | 2005-2007 |
| Hertha de Berlín | Alemania | 2007-2010 |
| Cesena           | Italia   | 2010-2012 |
| Genoa            | Italia   | 2012      |
| Palermo          | Italia   | 2012-2013 |
| Young Boys       | Suiza    | 2013-2019 |

## Títulos

### Campeonatos nacionales
| Título             | Club           | País  | Año  |
| ------------------ | -------------- | ----- | ---- |
| Superliga de Suiza | FC Zürich      | Suiza | 2006 |
| Superliga de Suiza | FC Zürich      | Suiza | 2007 |
| Superliga de Suiza | BSC Young Boys | Suiza | 2018 |
| Superliga de Suiza | BSC Young Boys | Suiza | 2019 |